# 七結
七結，是台灣宜蘭縣礁溪鄉的一個傳統地域名稱。位於該鄉中部偏東。相較於今日行政區，其範圍大致為六結村南部、三民村東北部。

## 歷史
台灣清治末期，七結地區為一街庄，稱為「七結庄」，隸屬於四圍堡。該庄昔日東南隔得子口溪與三十九結庄為界，西南與番割田庄為鄰，西北隔得子口溪與十六結庄為界，東北為礁溪庄、六結庄。
1901年（日治明治三十四年）11月，廢縣廳改設二十廳，該庄隸屬於宜蘭廳，編入第三區。1905年（明治三十八年）7月，該區改名「礁溪區」。1909年（明治四十二年）10月，合併二十廳為十二廳，該庄仍隸屬於宜蘭廳。1920年（大正九年），廢十二廳改設五州二廳，該庄改制為「七結」大字，隸屬於臺北州宜蘭郡礁溪庄。
戰後礁溪庄改制為礁溪鄉，隸屬於臺北縣，大字亦改制為村。1950年10月，北、基、宜分治，礁溪鄉改隸屬於宜蘭縣。

## 聚落
本地區發展較早的聚落為七結，在日治期初期的官方地圖上已有記載。

## 交通
台鐵宜蘭線是台灣東北部鐵路幹線，大致以北北東—南南西走向經過七結地區西部。境內未設站，北側最近的是礁溪車站，屬三等站，停靠少部分普悠瑪號、太魯閣號、自強號，大部分莒光號、復興號，及全部區間快車與區間車；南側最近的是四城車站，屬甲種簡易站，僅停靠區間車。由此等可前往台鐵沿線各地。
省道台9線（礁溪路三段）又稱「東部幹線」，是台北經東台灣至屏東楓港的幹道，大致以北向南轉北北東—南南西走向經過本地區西部邉界地帶。由該道路向北可前往礁溪市區、頭城西南部、坪林、石碇、新店等地，向南南西轉南可前往宜蘭、五結、羅東、冬山、蘇澳等地。
鄉道宜6線（七結路）是林美至車路頭的道路，大致以西北—東南走向經過本地區南部。由該道路向西北可前往十六結、林尾並止於佛光大學叉路路口，向東南可前往三十九結、茅埔南部、車路頭並止於縣道192號路口。
公車 
- 752	宜蘭轉運站－台北榮總員山分院
- 771	慈安路－金六結